# Asnans-Beauvoisin
 Asnans-Beauvoisin  es una población y comuna francesa, en la región de Franco Condado, departamento de Jura, en el distrito de Dole y cantón de Chaussin.

## Demografía
| 606 | 613 | 558 | 600 | 581 | 540 |
| Para los censos de 1962 a 1999 la población legal corresponde a la población sin duplicidades (Fuente: INSEE [Consultar]) |     |     |     |     |     |